# Postelnic
Postelnicul era dregătorul cel mai apropiat de persoana voievodului, putând intra în iatacul domnului chiar și nechemat. Treptat a dobândit sarcina de a introduce la domn soliile și pe cei veniți în audiență. Era ultimul membru al sfatului domnesc. Numărul postelnicilor a crescut în secolul al XVI-lea.

## Ranguri
În funcție
- vel postelnic – marele postelnic, cel mai înalt în rang dintre postelnici
- postelnic al doilea - locțiitorul primului
- postelnic al treilea – cel mai mic postelnic în rang

Foști
- biv vel postelnic – fostul mare postelnic
- biv postelnic - fost postelnic, generic

Marele postelnic era secretarul domnitorului pentru relații externe, ce se mai numea și "Mareșal al curții domnești". Lui îi era subordonat Postelnicul (sau Stratornicul) - cel mai apropiat și cel mai de încredere sfetnic al domnului, ce se îngrijea de camera de dormit a domnitorului și administra toate slugile de la curte. Avea, de asemenea, însărcinarea să primească ambasadorii și să-i prezinte domnitorului.

## ÎnDescrierea Moldovei
Dimitrie Cantemir a descris dregătoriile boierești în lucrarea sa Descrierea Moldovei. 
Despre postelnicul cel mare, el scria că „mai marele treburilor curții domnești, rânduiește toate la curte și are la porunca sa pe toți slujitorii dinlăuntru ai curții. El are de asemenea privegherea asupra oștenilor hotărâți pentru poșta de Țarigrad și de Crâm, numiți îndeobște beșlii. În sfatul de taină el nu are, la drept vorbind, nici scaun și nici nu poate să hotărască, dar este lăsat să intre ori cu învoirea celorlalți, ori la porunca domnului; și atunci se socotește că ține locul domnului și îngrijește ca sfetnicii ceilalți să hotărască de îndată și după voia domnului în trebile cele mai grabnice ale țării. Pe deasupra mai are și oblăduirea Iașilor și judecă de obicei pricinile locuitorilor lui. La curte, ca semn al dregătoriei sale, poartă un toiag de argint.”
Postelnicul al doilea „ține locul postelnicului cel mare și priveghează toată curtea domnească. Singura lui treabă deosebită și mai de seamă este să ducă înlăuntru la domn pe boierii cei mari maziliți și pe toți ceilalți dregători de alte ranguri sau să ducă domnului plângerile celor care le fac și să le aducă îndărăt răspuns.” De asemenea, „[...] postelnicul al doilea, ca și căpitanul de dărăbani, măcar că sunt la porunca altora, care au aceleași dregătorii în rangul marilor boieri, drept care ar trebui să fie socotiți mai mult de rangul al doilea, își au locurile lor între boierii cei mari și, odată cu ele, drepturi deopotrivă cu ale acestora, fiindcă dregătoriile lor le dau mai multă vază decât ale celorlalți și fiindcă ei sunt de obicei mai în toate zilele pe lângă domn.”
Postelnicul al treilea „care trebuie să se afle zi și noapte la curtea domnească împreună cu alți doi postelnici. Slujba lor este ca, atunci când domnul voiește să poruncească ceva postelnicului cel mare, să-i ducă acestuia poruncile. Mai trebuie să aibă grijă să fie împlinite și alte porunci domnești, care le sunt aduse de către cămărași și trebuie să aducă la urmă răspuns domnului despre ce s-a făcut. Din această pricină acestor trei postelnici le este slobodă intrarea în divanul cel mare, care nu este slobodă altor boieri.”